# 10 Anos - Ao Vivo (álbum de Latino)
10 Anos - Ao Vivo é o segundo álbum ao vivo e o primeiro DVD do cantor e compositor brasileiro Latino, gravado em 11 de fevereiro de 2005 no Olimpo, Rio de Janeiro, e lançado em 5 de junho do mesmo ano pela gravadora EMI.

## Faixas
| CD  | | |         |  |
| N.º | Título | Compositor(es) | Duração |  |
| 1.  | "Abertura" | Márcio André de Azevedo | 1:10    |  |
| 2.  | "Festa no Apê (Dragostea Din Tei)"                                                                                    | Dan Bălan (versão: Latino / Dalmo Beloti)                                                                                            | 4:07    |  |
| 3.  | "Amante Profissional"                                                                                                 | Roberto Lly | 3:28    |  |
| 4.  | "Não Adianta Chorar"                                                                                                  | Latino | 3:48    |  |
| 5.  | "Umazinha" | Latino | 3:27    |  |
| 6.  | "Me Leva" | Latino | 3:06    |  |
| 7.  | "Renata" | Latino / Dalmo Beloti | 3:23    |  |
| 8.  | "Conquista" (part. Buchecha)                                                                                          | Buchecha | 4:05    |  |
| 9.  | "Papo de Jacaré" | Carlinhos / Rivanil | 2:28    |  |
| 10. | "Só Você" (part. Ana Paula e Miryan Martin)                                                                           | Latino | 3:14    |  |
| 11. | "Vitrine (citação musical: Tapinha)"                                                                                  | Zanin / Ronaldo Monteiro de Souza; MC Naldinho / Dennis DJ                                                                           | 2:58    |  |
| 12. | "O Troco" | Latino / Aloysio Reis | 3:19    |  |
| 13. | "Medley Funk: Beijo na Boca / Rap do Silva / Garota Nota Cem (Te Cuida Meu Bem) / Eguinha Pocotó / Rap da Felicidade" | Luisinho Makuko / MC Cepacol / MC Jack; Bob Rum; Michael Sullivan / Paulo Massadas / MC Marcinho; MC Serginho; Julinho Rasta / Kátia | 4:44    |  |
| 14. | "Pot-Pourri: Mexe Com Lalá / Descontrolada"                                                                           | Latino / Dennis DJ; Pantera | 3:39    |  |

| DVD | | |         |  |
| N.º | Título | Compositor(es) | Duração |  |
| 1.  | "Abertura" | Márcio André de Azevedo |         |  |
| 2.  | "Amante Profissional"                                                                                                 | Roberto Lly |         |  |
| 3.  | "Não Adianta Chorar"                                                                                                  | Latino |         |  |
| 4.  | "Só Você" (part. Ana Paula e Miryan Martin)                                                                           | Latino |         |  |
| 5.  | "Me Leva" | Latino |         |  |
| 6.  | "Vitrine (citação musical: Tapinha)"                                                                                  | Zanin / Ronaldo Monteiro de Souza; MC Naldinho / Dennis DJ                                                                           |         |  |
| 7.  | "Você Já foi Mais Humilde"                                                                                            | Latino / Andinho |         |  |
| 8.  | "Eu Amo Você (citação musical: Sonho Por Sonho)"                                                                      | Arnaldo Saccomani / De Grammont; Carlos Colla / Chico Roque                                                                          |         |  |
| 9.  | "Conquista" (part. Buchecha)                                                                                          | Buchecha |         |  |
| 10. | "Papo de Jacaré" | Carlinhos / Rivanil |         |  |
| 11. | "Umazinha" | Latino / Dalmo Beloti |         |  |
| 12. | "Renata" | Latino |         |  |
| 13. | "Festa no Apê (Dragostea Din Tei)"                                                                                    | Dan Bălan (versão: Latino / Dalmo Beloti)                                                                                            |         |  |
| 14. | "Ladies In The House"                                                                                                 | Missy Elliott / Timbaland |         |  |
| 15. | "O Troco" | Latino / Aloysio Reis |         |  |
| 16. | "Tô Nem Aí" | Luka / Latino / Tausz / Lara |         |  |
| 17. | "Funk Medley Dennis DJ"                                                                                               | Dennis DJ |         |  |
| 18. | "Medley Funk: Beijo na Boca / Rap do Silva / Garota Nota Cem (Te Cuida Meu Bem) / Eguinha Pocotó / Rap da Felicidade" | Luisinho Makuko / MC Cepacol / MC Jack; Bob Rum; Michael Sullivan / Paulo Massadas / MC Marcinho; MC Serginho; Julinho Rasta / Kátia |         |  |
| 19. | "Pot-Pourri: Mexe Com Lalá / Descontrolada"                                                                           | Latino / Dennis DJ; Pantera |         |  |
| 20. | "La Bamba" | Ritchie Valens |         |  |

## Certificações
| País          | Certificação | Data | Vendas |
| ------------- | ------------ | ---- | ------ |
| Brasil - ABPD | Ouro         | 2005 | 60.000 |